# Liste der Monuments historiques in Montaulin
Die Liste der Monuments historiques in Montaulin führt die Monuments historiques in der französischen Gemeinde Montaulin auf.

## Liste der Objekte
| Bezeichnung                               | Beschreibung | Standort                                      | Kennzeichnung | Schutzstatus | Datum | Bild |
| ----------------------------------------- | --- | --------------------------------------------- | ------------- | ------------ | ----- | ---- |
| Skulptur Madonna mit Kind (1)             | Holz, ehemals farbig gefasst, 15. Jahrhundert                                                                   | Montaulin, in der Kirche St-Martin (Lage)     | PM10001243    | Classé       | 1913  |      |
| Zwei Engelsskulpturen                     | Eichenholz, farbig gefasst, 18. Jahrhundert                                                                     | Daudes, in der Kirche St-Jean-Baptiste (Lage) | PM10004344    | Inscrit      | 1975  |      |
| Skulptur Madonna mit Kind (2)             | Holz, farbig gefasst, 18. Jahrhundert                                                                           | Montaulin, in der Kirche St-Martin (Lage)     | PM10004330    | Inscrit      | 1980  |      |
| Gemälde Anbetung der Hirten               | Ölfarbe auf Leinwand, 19. Jahrhundert; nach Francisco de Zurbarán                                               | Montaulin, in der Kirche St-Martin (Lage)     | PM10004343    | Inscrit      | 1981  |      |
| Gemälde Rosenkranzgeheimnis               | Ölfarbe auf Leinwand, 1657                                                                                      | Montaulin, in der Kirche St-Martin (Lage)     | PM10004332    | Inscrit      | 1980  |      |
| Beichtstuhl                               | Eichenholz, 18. Jahrhundert                                                                                     | Montaulin, in der Kirche St-Martin (Lage)     | PM10004334    | Inscrit      | 1980  |      |
| Ewiges Licht                              | Kupfer, versilbert und vergoldet, 18. Jahrhundert; eingelagert                                                  | Montaulin, in der Kirche St-Martin (Lage)     | PM10004335    | Inscrit      | 1980  |      |
| Kanzel                                    | Eichenholz, 18. Jahrhundert                                                                                     | Montaulin, in der Kirche St-Martin (Lage)     | PM10004336    | Inscrit      | 1980  |      |
| Kruzifix                                  | Holz, farbig gefasst, 18. Jahrhundert                                                                           | Montaulin, in der Kirche St-Martin (Lage)     | PM10004337    | Inscrit      | 1980  |      |
| Kasel und Stola                           | Seide, bestickt, 18. Jahrhundert                                                                                | Montaulin, in der Kirche St-Martin (Lage)     | PM10004341    | Inscrit      | 1980  |      |
| Kredenz                                   | Eichenholz, Marmor, erste Hälfte des 18. Jahrhunderts                                                           | Montaulin, in der Kirche St-Martin (Lage)     | PM10001245    | Classé       | 1979  |      |
| Gemälde Die unüberwindbare Tugend         | Ölfarbe auf Leinwand, 17. Jahrhundert                                                                           | Montaulin, in der Kirche St-Martin (Lage)     | PM10001246    | Classé       | 1981  |      |
| Pietà                                     | Kalkstein, weiß gefasst, 16. Jahrhundert                                                                        | Montaulin, in der Kirche St-Martin (Lage)     | PM10001244    | Classé       | 1913  |      |
| Skulptur Heiliger Martin                  | Holz, farbig gefasst, 18. Jahrhundert                                                                           | Montaulin, in der Kirche St-Martin (Lage)     | PM10004331    | Inscrit      | 1980  |      |
| Prozessionsstab Madonna mit Kind          | Holz, vergoldet, 18. Jahrhundert                                                                                | Montaulin, in der Kirche St-Martin (Lage)     | PM10004340    | Inscrit      | 1980  |      |
| Gemälde Enthauptung Johannes’ des Täufers | Ölfarbe auf Leinwand, 17. oder 18. Jahrhundert                                                                  | Daudes, in der Kirche St-Jean-Baptiste (Lage) | PM10004345    | Inscrit      | 1975  |      |
| Prozessionsstab Heiliger Nikolaus         | Holz, vergoldet, 19. Jahrhundert                                                                                | Montaulin, in der Kirche St-Martin (Lage)     | PM10004338    | Inscrit      | 1980  |      |
| Schrank                                   | Eichenholz, 19. Jahrhundert; Verbleib unbekannt                                                                 | Montaulin, in der Kirche St-Martin (Lage)     | PM10004342    | Inscrit      | 1980  |      |
| Zwei Kirchenstühle                        | Holz, 18. Jahrhundert                                                                                           | Montaulin, in der Kirche St-Martin (Lage)     | PM10004333    | Inscrit      | 1980  |      |
| Prozessionskreuz                          | Kupfer, versilbert und vergoldet, 18. Jahrhundert                                                               | Montaulin, in der Kirche St-Martin (Lage)     | PM10004339    | Inscrit      | 1980  |      |
| Bodenfliesen                              | Keramik, erste Hälfte des 16. Jahrhunderts                                                                      | Montaulin, in der Kirche St-Martin (Lage)     | PM10004405    | Inscrit      | 1980  |      |
| Hauptaltar                                | Altartisch, Tabernakel und Altaraufbau; Eichenholz und Kalkstein, farbig gefasst und vergoldet, 18. Jahrhundert | Montaulin, in der Kirche St-Martin (Lage)     | PM10002999    | Classé       | 1981  |      |